# ドクトル・ワグナー
ドクトル・ワグナー（Dr. Wagner、本名：ビクトル・マヌエル・ゴンサレス・リベラ（Victor Manuel Gonzalez Rivera）、1941年4月13日 - 2004年9月12日）は、メキシコのプロレスラー。サカテカス州サカテカス出身。
息子達もプロレスラーで、長男はドクトル・ワグナー・ジュニア、次男はシルバー・キング。また、孫のイホ・デ・ドクトル・ワグナー・ジュニア、ガレノ・デル・マル、シルバー・キング・ジュニアもプロレスラーとして活動している。

## 来歴
サカテカス州サカテカス生まれのコアウイラ州トレオン育ち。ヘラクレス・ジムナシオでルチャのトレーニングをし1961年7月16日にデビュー。
1966年ごろからアンヘル・ブランコとラ・オラ・ブランカ（La Ola Blanca）を結成。NWA（ナショナル・レスリング・アソシエーション）、EMLL、UWAなどで活躍。1980年、1981年には全日本プロレスに来日。日本ではアニバルとタッグを組んだ。
1985年12月にはコントラ・マッチにエル・ソリタリオに敗れ素顔になっている。
1986年4月26日にアンヘル・ブランコらとヌエボ・レオン州モンテレーを巡業に車で向かっている最中に交通事故にあいアンヘル・ブランコは死去、自身も引退同然となった。

## 得意技
- ゴリー・スペシャル

## 獲得タイトル
- メキシコナショナルライト級王座 : 3回
- NWA世界ライトヘビー級王座
- NWAアメリカスタッグ王座（パートナー：アンヘル・ブランコ）
- メキシコナショナルタッグ王座（パートナー：アンヘル・ブランコ）